# Minnesott Beach
Minnesott Beach és una població dels Estats Units a l'estat de Carolina del Nord. Segons el cens del 2000 tenia 311 habitants.

## Demografia
Segons el cens del 2000, Minnesott Beach tenia 311 habitants, 151 habitatges i 109 famílies. La densitat de població era de 78,5 habitants per km².
Dels 151 habitatges en un 13,9% hi vivien nens de menys de 18 anys, en un 64,9% hi vivien parelles casades, en un 6,6% dones solteres, i en un 27,8% no eren unitats familiars. En el 25,8% dels habitatges hi vivien persones soles el 14,6% de les quals corresponia a persones de 65 anys o més que vivien soles. El nombre mitjà de persones vivint en cada habitatge era de 2,06 i el nombre mitjà de persones que vivien en cada família era de 2,42.
Per edats la població es repartia de la següent manera: un 11,9% tenia menys de 18 anys, un 3,5% entre 18 i 24, un 17,7% entre 25 i 44, un 37,9% de 45 a 60 i un 28,9% 65 anys o més.
L'edat mediana era de 54 anys. Per cada 100 dones de 18 o més anys hi havia 94,3 homes.
La renda mediana per habitatge era de 54.583 $ i la renda mediana per família de 60.250 $. Els homes tenien una renda mediana de 43.125 $ mentre que les dones 34.583 $. La renda per capita de la població era de 27.259 $. Entorn del 0,9% de les famílies i el 2,3% de la població estaven per davall del llindar de pobresa.

## Poblacions properes
El següent diagrama mostra les poblacions més properes.